# Så pyntat och fint står det torftiga tjäll
Så pyntat och fint står det torftiga tjäll är en julvisa som skrevs av pseudonymen Gösta, det vill säga Gustaf Ulrik Schönberg. Visan publicerades första gången 1893 i barntidningen Jultomten. Senare trycktes den i Nya Cymbalen 1911.